# Падри-Карвалью
Падри-Карвалью (порт. Padre Carvalho) — муниципалитет в Бразилии, входит в штат Минас-Жерайс. Составная часть мезорегиона Север штата Минас-Жерайс. Входит в экономико-статистический микрорегион Гран-Могол. Население составляет 5869 человек на 2006 год. Занимает площадь 449,963 км². Плотность населения — 13,0 чел./км².

## Статистика
- Валовой внутренний продукт на 2003 год составляет 10 165 178,00 реалов (данные: Бразильский институт географии и статистики).
- Валовой внутренний продукт на душу населения на 2003 год составляет 1823,35 реалов (данные: Бразильский институт географии и статистики).
- Индекс развития человеческого потенциала на 2000 год составляет 0,618 (данные: Программа развития ООН).